# Gran Galà del calcio AIC 2020

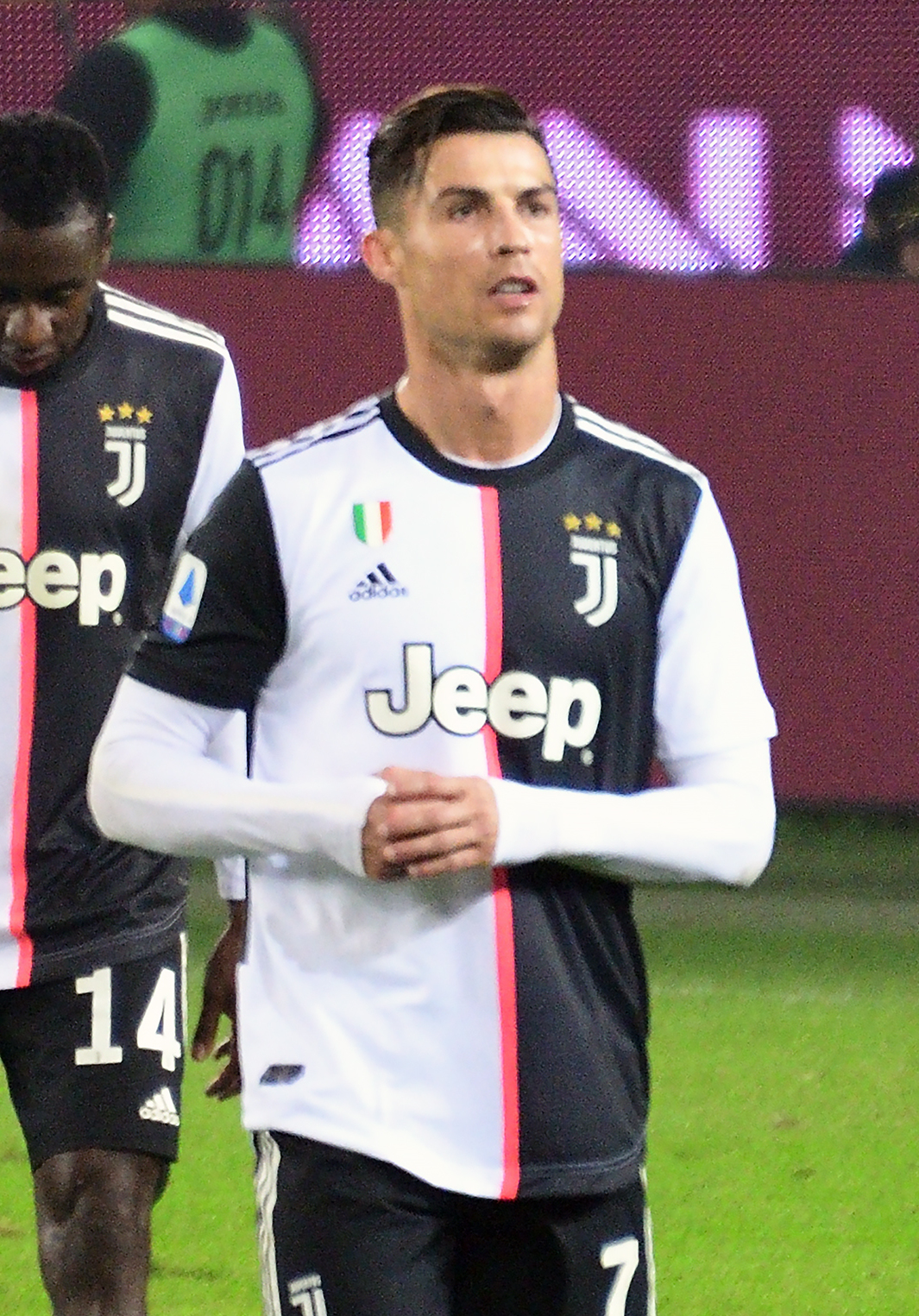
Il portoghese Cristiano Ronaldo, migliore calciatore assoluto al Gran Galà del calcio AIC 2020.

Il Gran Galà del calcio AIC 2020 è stata la decima edizione dell'omonima manifestazione in cui sono stati premiati, da parte dell'Associazione Italiana Calciatori, i protagonisti del calcio italiano per la stagione 2019-2020.

## Vincitori
Squadra dell'anno (calcio maschile)
| Ruolo | Naz.                   | Giocatore            | Squadra  |
| ----- | ---------------------- | -------------------- | -------- |
| P     | Italia (bandiera)      | Gianluigi Donnarumma | Milan    |
| D     | Germania (bandiera)    | Robin Gosens         | Atalanta |
| D     | Paesi Bassi (bandiera) | Stefan de Vrij       | Inter    |
| D     | Italia (bandiera)      | Leonardo Bonucci     | Juventus |
| D     | Francia (bandiera)     | Theo Hernández       | Milan    |
| C     | Spagna (bandiera)      | Luis Alberto         | Lazio    |
| C     | Italia (bandiera)      | Nicolò Barella       | Inter    |
| C     | Argentina (bandiera)   | Alejandro Gómez      | Atalanta |
| A     | Argentina (bandiera)   | Paulo Dybala         | Juventus |
| A     | Italia (bandiera)      | Ciro Immobile        | Lazio    |
| A     | Portogallo (bandiera)  | Cristiano Ronaldo    | Juventus |

Migliore calciatore assoluto
| Piazzamento | Giocatore         | Squadra  |
| ----------- | ----------------- | -------- |
| Vincitore   | Cristiano Ronaldo | Juventus |

Migliore allenatore
| Piazzamento | Allenatore           | Squadra  |
| ----------- | -------------------- | -------- |
| Vincitore   | Gian Piero Gasperini | Atalanta |

Miglior società
| Piazzamento | Società calcistica |
| ----------- | ------------------ |
| Vincitore   | Atalanta           |

Migliore arbitro
| Piazzamento | Arbitro        |
| ----------- | -------------- |
| Vincitore   | Daniele Orsato |

Squadra dell'anno (calcio femminile)
| Ruolo | Naz.              | Giocatrice        | Squadra    |
| ----- | ----------------- | ----------------- | ---------- |
| P     | Italia (bandiera) | Laura Giuliani    | Juventus   |
| D     | Italia (bandiera) | Alia Guagni       | Fiorentina |
| D     | Svezia (bandiera) | Linda Sembrant    | Juventus   |
| D     | Italia (bandiera) | Lisa Boattin      | Juventus   |
| D     | Italia (bandiera) | Elisa Bartoli     | Roma       |
| C     | Italia (bandiera) | Aurora Galli      | Juventus   |
| C     | Italia (bandiera) | Manuela Giugliano | Roma       |
| C     | Italia (bandiera) | Valentina Cernoia | Juventus   |
| A     | Italia (bandiera) | Tatiana Bonetti   | Fiorentina |
| A     | Italia (bandiera) | Cristiana Girelli | Juventus   |
| A     | Italia (bandiera) | Daniela Sabatino  | Sassuolo   |

Calciatrice dell'anno
| Piazzamento | Giocatrice        | Squadra  |
| ----------- | ----------------- | -------- |
| Vincitrice  | Cristiana Girelli | Juventus |